# Dignomus meloui
Dignomus meloui is een keversoort uit de familie klopkevers (Ptinidae). De wetenschappelijke naam van de soort werd in 1921 gepubliceerd door Maurice Pic.